# 民友社
民友社（みんゆうしゃ）は、徳富蘇峰が湯浅治郎の協力を得て設立した、戦前日本の言論団体・出版社である。1887年（明治20年）設立、1933年（昭和8年）解散。東京市京橋区日吉町4番地（現・東京都中央区銀座8丁目6番周辺）にあった。

## 概要

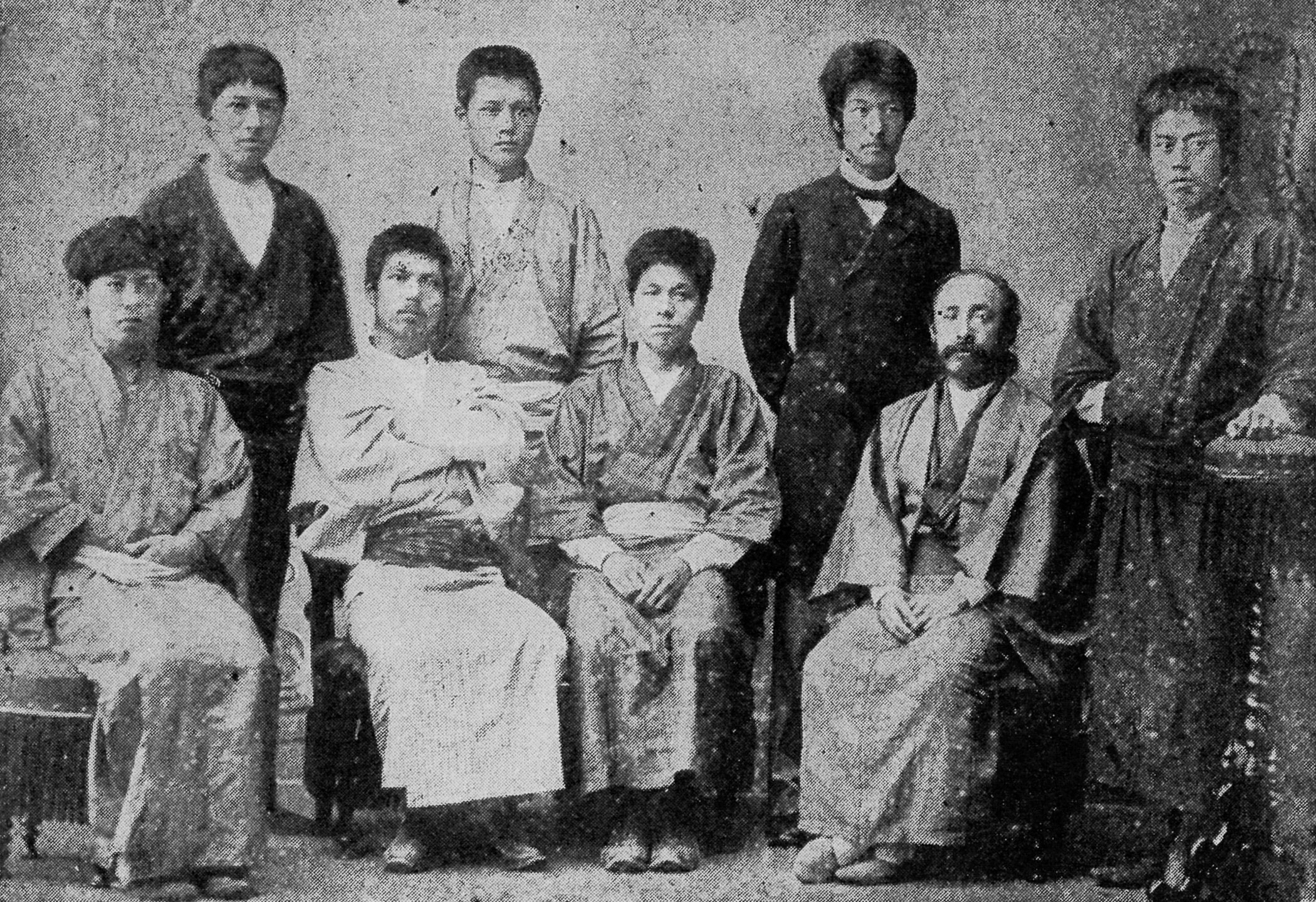
民友社員（1887年、後列右から2人目が徳富蘇峰）

1887年（明治20年）、熊本から上京した徳富蘇峰および旧大江義塾関係者により設立、アメリカの総合雑誌『The Nation』を模した『国民之友』を創刊し、山路愛山・竹越与三郎・徳冨蘆花・国木田哲夫らが入社した。1889年にこの『国民の友』に掲載された山田美妙の「胡蝶」に渡辺省亭によって付けられた白黒の口絵が問題を起こしたことは、初期口絵史上で注目される問題であった。また、ほかに公文菊仙の木版口絵も見られる。民友社は「平民主義」を標榜して政府による「欧化主義」を「貴族的欧化主義」と批判、政教社の掲げる国粋主義（国粋保存主義）とも対峙し、当時の言論界を二分する勢力を形成した。自由民権運動の穏健派（改進党など）に近い立場をとり、『国民之友』では進歩的な言論や欧米での社会問題が紹介された。また、近代の新しい文学作品の発表舞台としても作家たちから重視され、森鷗外の『舞姫』などが掲載された。さらに1890年には別に国民新聞社を設立し、『国民新聞』を発刊した。
しかし日清戦争後、蘇峰は帝国主義へと転向して民友社・国民新聞社の論調が一変、これに従わない社員たちは次々に退社した。日清戦争後に時論誌から変じて文芸誌としての性格を強くしていた『国民之友』は、1898年に『国民新聞』に統合され、実質的に廃刊となった。その後も民友社は蘇峰の著作を刊行するなど事業を維持し、1933年（昭和8年）に明治書院に吸収合併された。